# Centaurea monodii
Centaurea monodii — вид квіткових рослин айстрових (Asteraceae). Ендемік Мавританії.

## Біоморфологічна характеристика
Дворічна або багаторічна рослина, дуже гілляста або кущиста, h=(5)15–40 см, розгалужене від основи. Стебла тонкі, ребристі павутино-шерстисті. Листки черешкові, прикореневі вузькі, лопатево-роздільні, швидко опадають, Листки стеблові лопатеві та сидячі. Поодинокі оберненояйцювато-підкулясті квіткові головки на верхівках гілок або пазушні, з коротким квітконосом, оточеним 2–3 верхівковими листками. Квітки рожеві. Сім'янки довгасті, білуваті, голі і гладкі, 3,2–3,6 мм, з широкими бічними ворсинками. Період цвітіння: березень і квітень і, можливо, після дощів.